# Siegfried Brietzke
Siegfried Brietzke (* 12. června 1952 Rostock) je bývalý východoněmecký veslař.
Je trojnásobným olympijským vítězem. Na Letních olympijských hrách 1972 v Mnichově získal zlatou medaili na dvojce bez kormidelníka. Na Letních olympijských hrách 1976 v Montrealu a na Letních olympijských hrách 1980 v Moskvěl byl členem vítězné posádky čtyřky bez kormidelníka.